# Ашурбанипал
Ашурбанипал (на акадски: Aššur-bāni-apli, „Ашур е създател на наследника“) е владетел на Древна Асирия от династията на Саргонидите в периода на Новоасирийско царство. Управлява около 668 – 631/627 г. пр.н.е.
Син и наследник на Асархадон (681 – 669 г. пр.н.е.), Ашурбанипал е последен от великите владетели на Асирийската империя. Неговото 42-годишно управление е едно от най-дългите в историята на Асирия. То преминава в непрекъснати войни за запазване на обширните територии, подвластни на неговата монархия. През този период Асирийската империя се намира в зенита на своето могъщество и достига най-голямото си териториално разширение.
Ашурбанипал превзема и разрушава Вавилон, потушава с желязна ръка въстанията на покорените народи, завладява Елам, Финикия и северозападната част от Арабския полуостров, но губи върховенството над Египет. След смъртта му започва стремителен упадък на империята.
Ашурбанипал е един от малцината грамотни владетели на своето време и вероятно е първият асирийски владетел, който умее да чете и пише. Говорел няколко езика и имал познания по математика и астрономия. Строи множество храмове и дворци, и създава първата библиотека в историята – Библиотека на Ашурбанипал в Ниневия.

## Възкачване
Вероятно роден около 686/685 г. пр.н.е. в Ниневия, Ашурбанипал е един от по-младите синове на Асархадон и царската съпруга Ešarra-hammat. Първоначално не е бил подготвян за наследник на трона и е обучаван в четене, писане, математика и гадателство, вместо в традиционните за асирийските принцове военни занимания.
Около 673/2 г. пр.н.е. умират царицата Ešarra-hammat и първият престолонаследник Sin-nadin-apli. Първоначално Асархадон възнамерява да избере за следващ наследник Шамаш-шум-укин – неговия най-възрастен останал жив син. По неизвестни причини голяма част от асирийската аристокрация и армията се противопоставят на неговото намерение. Не е сигурно дали Шамаш-шум-укин е бил син на вавилонска наложница, поради което асирийците го считали неподходящ кандидат за трона. Повлиян от настояванията на майка му, властната царица Накия (Закуту), Асархадон посочва за престолонаследник по-младия син Ашурбанипал.

### Наследник на трона
Царските анали документират официалното издигане на Ашурбанипал за приемник на властта в Асирия, на тържествен събор в Ниневия през май 672 г. пр.н.е. По-възрастният царски син Шамаш-шум-укин е определен за бъдещ владетел на Вавилон. На церемонията провинциалните управители и васалните владетели полагат клетва за вярност към наследниците, назовани като равнопоставени братя.
Предвидената подялба на властта между двамата сина на Асархадон е само формална, тъй като Вавилония остава част от Асирийската империя, макар и с ограничена степен на местно самоуправление и данъчни привилегии. Въпреки значителния религиозен и културен престиж, който носи титлата на вавилонските владетели, тяхната роля под асирийско върховенство е почти само церемониална. В политическо и военно отношение Вавилон е практически в подчинена зависимост от волята на асирийските суверени, които в редица случаи приемат също и официалната длъжност на вавилонски владетели (дуалистична монархия), или поставят за такива някой от синовете или подчинените си.
Това компромисно уреждане на престолонаследието е част от политиката на Асархадон, насочена към поддържане на имперската стабилност и просперитет чрез помирение с Вавилон, чието възстановяване е предприето именно от него, осем години след разрушаването и обезлюдяването на града от Сенахериб през 689 г. пр.н.е., при потушаването на поредното голямо въстание срещу асирийската власт. Установената от Асархадон система дава добър резултат в първите 16 години след възкачването на Ашурбанипал, през които номинално възвърнатата частична самостоятелност на вавилонската държава, донякъде намалява недоволството и временно отлага нови бунтове сред местното население.
След издигането му за наследник на трона, Ашурбанипал се премества в „Двора на престолонаследието“ (Бит-редути) в Ниневия, където е обучаван във военно дело, езда, каране на колесница, стрелба с лък, лов. Също така овладява владетелския церемониал и поведение, добива административен опит и участва в управлението на държавата. По това време се жени за Libbāli-šarrat. В началото на 670 г. пр.н.е. е разкрит заговор на висши сановници, подготвящи преврат срещу Асархадон и семейството му. Участниците в конспирацията са екзекутирани публично. Този инцидент е свидетелство за недоволство сред асирийската върхушка срещу политиката на Асархадон по въпроса с престолонаследието и управлението на Вавилония.
Асархадон умира в края на 669 г. пр.н.е., докато подготвя кампания за потушаване на избухналото в Долен Египет въстание срещу асирийските гарнизони. Около месец по-късно (началото на 668 г. пр.н.е.) Ашурбанипал е признат в Ниневия за легитимен владетел на Асирия, благодарение на баба му Закуту, която използва влиянието си, за да осигури подкрепата на асирийската аристокрация и вавилонците. Клетвата за вярност към Ашурбанипал и брат му Шамаш-шум-укин е препотвърдена.
Ашурбанипал заема трона без междуособиците, често съпътстващи смяната на властта в Асирия, макар че намесата на баба му при неговото утвърждаване вероятно е признак за недостатъчна популярност на новия режим сред управляващите среди. Шамаш-шум-укин се възкачва във Вавилон няколко месеца по-късно, през следващата година (668 г. пр.н.е.), може би поради противоречия и съпротива на антивавилонската фракция в Ниневия. Когато забавянето на очакваната коронация води до недоволство сред вавилонците, Ашурбанипал се допитва до оракулите, които одобряват възкачването на брат му. След 20-годишен престой в Ашур статуята на Мардук е върната във Вавилон, където е възобновен традиционния ежегоден фестивал Акиту.

## Ранно управление
Най-ранната военна кампания през управлението на Ашурбанипал датира от 668 г. пр.н.е., когато населението на Кирбиту напада град Дер, намиращ се източно от река Тигър, до границата с Елам. По заповед на Ашурбанипал местните асирийски управители провеждат наказателна експедиция срещу размирниците, които са пленени и по-късно депортирани в Египет. През 667 г. пр.н.е. непосредствено преди или по време на кампанията в Египет, Ашурбанипал води кратка интервенция във Финикия против Йакинлу, васалният владетел на Арвад, който е принуждавал чуждестранните търговски кораби да разтоварват стоките си в пристанището на неговия град, вместо в асирийското пристанище. Личната намеса на Ашурбанипал прекратява неговото неподчинение.

### Първа кампания в Египет
След като консолидира властта си в Асирия, Ашурбанипал подновява кампанията за потушаване на въстанието в Долен Египет, избухнало няколко месеца преди смъртта на Асархадон (октомври – ноември 669 г. пр.н.е.), който умира преди да осъществи подготвяния контраудар. Възползвайки се от временната пасивност на Асирийската империя при смяната на управлението, нубийският фараон Тахарка настъпва от юг и установява предишната си власт над Делтата на Нил, привличайки на своя страна местните владетели и управители, само две години след като те са признали върховенството на Асархадон.
През 667 г. пр.н.е. Ашурбанипал изпраща войска, която бързо възвръща контрола над Долен Египет. Обединените нубийско-египетски сили не се оказват равностоен противник на могъщата асирийска армия, подсилена с подкрепленията на 22 васали от Леванта. Тахарка търпи поражение при Kar-baniti (неизвестно разположение), близо до азиатската граница на Египет. Изоставеният Мемфис и други египетски градове са окупирани от асирийски гарнизони, а местните владетели са принудени да се подчинят на Ашурбанипал. Преследван от нашествениците, Тахарка отстъпва в Горен Египет и дори напуска Тива, подготвяйки отбрана по отсрещния бряг на Нил.
Военачалниците на Ашурбанипал прекратяват експедицията към Тива и връщат армията в Долен Египет. Там е разкрит заговор сред египетските васали, които са обвинени в предателство и отведени в Ниневия, където повечето биват екзекутирани (667/666 г. пр.н.е.). Ашурбанипал пощадява и освобождава Нехо I (672 – 664 г. пр.н.е.), поставен като васал с ограничени правомощия в Саис и част от Долен Египет. Псамтик, синът на Нехо, е назначен за управител на Атрибис. След грабежите и наказателните действия, повечето от асирийската армия се изтегля в Азия, отвеждайки много пленници и плячка. Мемфис и вероятно Хелиополис, остават под прякото управление на асирийците, които въвеждат в тях своя ред и администрация. В Горен Египет управителят на Тива Монтуемхет формално също признава асирийското върховенство.

### Първа война с Елам
Вероятно още преди края на първата египетска кампания, югоизточните граници на Асирийската империя са нападнати от съседното царство Елам. Мирът между Асирия и Елам, установен още при Асархадон, продължавал и през първите няколко години от управлението на Ашурбанипал. В надписите си Ашурбанипал изтъква помощта която той оказва на еламските бежанци, които дошли в неговите земи, прогонени от сушата и глада настъпил в тяхната родина. В Елам е изпратено зърно, а еламитите са оставени да се върнат по домовете си при първата добра реколта. Въпреки проявата на благоволение, нарушаването на мирните отношения не е толкова неочаквано, предвид вековната враждебност между Асирия и Елам, както и традиционно близките отношения на еламитите с Вавилон.
Между 667 и 665 г. пр.н.е. еламският владетел Уртаки (Уртаку/Уртак, ок. 675 – 664 г. пр.н.е.), влиза в съюз с Бел-Икиша – владетел на Гамбулу (арамейска племенна държава в южна Вавилония), бивш васал на Асирия и с Набу-шум-ереш – асирийския наместник в Нипур и приморска Вавилония (около северния бряг на Персийския залив). Коалицията нахлува в Месопотамия и заплашва Вавилон, от където възцареният Шамаш-шум-ишкун изпраща молба за помощ към брат си Ашурбанипал в Ниневия. В тази година главните асирийски военни сили са ангажирани с похода към Египет, но след известно изчакване, Ашурбанипал успява да събере армия, чието приближаване принуждава нападателите да се оттеглят.
Отстъпващият Уртаку е победен на границата с Елам и моли за мир, който Ашурбанипал приема. Скоро след това Уртак умира при неясни обстоятелства и на негово място еламитската аристокрация издига брат му Теуман (664 – 653 г. пр.н.е.). Синовете на Уртаки заедно с 60 от техните роднини и приближени бягат при Ашурбанипал, който ги приема в Ниневия. Другите двама метежника Бел-Икиша и Набу-шум-ереш са оставени на предишните им длъжности, но Ашурбанипал взема техните синове и роднини за заложници.

### Съюз с Лидия
Вероятно около 666 – 665 г. пр.н.е. Гигес, владетел на Лидия, за пръв път изпраща посланици и дарове до Ашурбанипал в Ниневия. По това време Лидийската държава в Западна Мала Азия е притисната от инвазията на кимерийците – скитски народ, нахлуващ от североизточното Черноморие. Гигес (Гугу) спешно търси сближаване и съюз с Асирийската империя, надявайки се да получи военна помощ в критичното за него положение. Съгласно аналите Ашур вдъхновил чрез съновидение Гигес да почете върховенството на Ашурбанипал, за да спаси земите си от кимерийците. Страната на лидийците дотогава е била непозната за предците на Ашурбанипал, а езикът на лидийския пратеник бил неразбираем за асирийците.
Последствията от този съюз са неясни – асирийските хроники споменават че Ашур и Ищар помагат на Гигес да отблъсне нашествениците. Няма доказателства за директно военно ангажиране на Асирия в Мала Азия, предвид че Лидия се намира отвъд асирийската сфера на интереси и пряко влияние. Със или без асирийска помощ, Гигес се защитава успешно от кимерийците и временно възпира техния натиск върху царството му. В двора на Ашурбанипал лидийските пратеници по-късно довеждат двама оковани кимерийски главатари заедно с богати дарове. Съдейки по откъслечните данни, съюзът с далечна Лидия не е от голямо значение за империята.

### Втора кампания в Египет
През 664 г. пр.н.е., две години след като губи властта в Египет, нубийският фараон Тахарка умира в Куш и е наследен от неговия племенник Танутамун (Тантамани), който подновява борбата срещу асирийците. Начело на кушитската армия Танутамон влиза в Тива, където тържествено е приветстван като фараон. Танутамон напредва към Долен Египет и побеждава асирийския васал Нехо, който загива в битка близо до Мемфис. Синът на Нехо – Псамтик се спасява в Асирия и търси помощ от Ашурбанипал. Танутамун обсажда Мемфис и привлича на своя страна местните управители и династи в Делтата.
През 664/63 г. пр.н.е. асирийската армия още веднъж навлиза в Египет. Подобно на предшественика си, Танутамун оказва неуспешна съпротива, изоставя Мемфис и отстъпва на юг. За разлика от предишния път, асирийците продължават похода в Горен Египет и без особени усилия завземат Тива. Величавата столица е разграбена и опустошена, след което никога не възстановява предишното си значение. Аналите на Ашурбанипал описват богата плячка от коне, пленници, платове, скъпоценности. Заграбеното злато и сребро е претопено и отлято в два големи обелиска от електрон, тежащи 2500 таланта.
Падането на Тива бележи кулминацията на асирийските завоевания в Египет. Асирийците спират преследването на Танутамун някъде до Асуан. С неговото бягство приключва доминацията на 25-а династия, въпреки че в Горен Египет властта на последния нубийски фараон е признавана символично за почти още едно десетилетие. Следващите кушитски владетели никога повече не се опитват да възвърнат предишното си господство в Египет.
Окупаторите се изтеглят от разорената Тива, където оставят дотогавашния наместник Монтуемхат – формално техен васал, практически властващ самостоятелно. В Долен Египет начело на локалните зависими династи е поставен Псамтик I – васал на Ашурбанипал. Асирийците изглежда не правят опит да въведат военна администрация и вероятно оставят малко гарнизони. Първоначално лоялен васал, Псамтик постепенно налага властта си над целия Египет и след по-малко от десетилетие обявява своята независимост, възползвайки се от поражението на нубийците и от растящите затруднения на Асирийската империя.

### Действия във Финикия и Киликия
След завършването на египетската кампания, асирийската армия минава през Финикия (663/662 г. пр.н.е.), където Баал I, владетелят на град Тир е отхвърлил васалната си зависимост от империята. Неговият пример е последван от Йакинлу, владетел на Арвад. По време на интервенцията в Египет двамата финикийски васали не изпращат флот и подкрепления на асирийците и отказват да плащат редовния данък. В отговор, армията на Ашурбанипал обсажда Тир и блокира снабдяването на островната крепост с питейна вода и провизии. Баал I скоро капитулира, признава се отново за васал, подновява плащането на данък и праща свой син като заложник в Ниневия. Неговата дъщеря и племенница стават наложници в дворцовия харем на Ашурбанипал. Йакинлу от Арвад също е принуден да се предаде при подобни условия – той плаща ежегодно васален данък в злато и пурпурни тъкани, а дъщеря му е приета в царския харем.
Приблизително по същото време държавите Хилаку (Киликия) и Табал биват застрашени от нашествието на кимерийците в Мала Азия. Враждебните дотогава северозападни съседи на Асирийската империя – Мугалу от Табал и Сандашарме от Хилаку, търсят помощ и покровителство от Ашурбанипал, изпращат послания на покорство и дават дъщерите си за дворцови наложници в Ниневия (около 662 г. пр.н.е.). Ашурбанипал определя на малоазийските васали годишен данък от коне, но няма данни за пряко оказана военна намеса срещу кимерийците. Владетелите в Киликия остават покорни на Асирия най-късно до около 645 – 640 г. пр.н.е., когато следващата вълна на кимерийската експанзия ги принуждава да приемат върховенството на нашествениците.

### Кампания срещу манеите
През 660 – 659 г. пр.н.е. асирийска армия под командването на военачалника Набу-шар-уцур провежда кампания срещу манеите – народ, обитаващ земите на югоизток от езерото Урмия, в северозападния край на Иранското плато. Тази военна интервенция е отговор на по-ранни нападения, извършени от манеите по североизточната граница на Асирийската империя, където при управлението на Асархадон са изгубени няколко крепости. Асирийската армия прекосява планинската верига Загрос и навлиза дълбоко на вражеска територия. Ахшери, владетелят на манеите, извършва нощно нападение над асирийския лагер, но търпи поражение и главната му армия е напълно унищожена. За кратко под контрола на асирийците попадат редица градове, укрепления, военни складове, коне, добитък, поробени пленници. Обсадена е манейската столица Изирту, много гранични крепости са разрушени или присъединени към империята.
Вследствие от разгрома в страната на манеите избухва масово селско въстание. Ахшери е убит от недоволните си поданици, заедно с повечето негови роднини и членове на династията му. Уали, единственият оцелял син на загиналия владетел, търси спасение и помощ при асирийците, признава се за васал на Ашурбанипал, изпраща дъщеря си като наложница в неговия двор и се задължава да доставя коне като ежегоден трибут. Уали успява да удържи властта в Ману и потушава народното въстание, въпреки че няма известни сведения за директно оказана военна помощ от страна на Асирия. Ашурбанипал вероятно е потърсил намесата на своя съюзник Партатуа (Прототий) – владетел на скитите (ишкуза) в района на днешното източно Закавказие. Отслабената държава на манеите остава верен васал на Асирийската империя до тяхната почти едновременна гибел, близо половин век по-късно. Упадъкът на Ману спомага за бъдещия възход на Мидийската държава на изток.
През тази кампания асирийската армия може би навлиза също и в земите на Мидия, или по-вероятно всъщност потушава неподчинението в някои от населените с мидийци подвластни територии на източната граница. Споменати са мидийския вожд Биришатри, Шарати и Парихия – синове на Гагу, вожд на страната Сахи. С изключение на няколкото разбунтували се наместници или васали, по това време Мидия все още признава формалното върховенство на Асирия и поддържа мирни отношения. В царските хроники не е отдадено особено значение на този вероятно малозначителен конфликт. Това е единственото пряко споменаване на сблъсък с мидийци през управлението на Ашурбанипал.

## Асирия към средата на VII век пр.н.е.
Изпълненото с почти ежегодни войни първо десетилетие от управлението на Ашурбанипал, е последвано от няколко относително мирни години. Единственият конфликт, отнасян към този период, е нахлуването на Андария, управител на пограничната област Лубду в царство Урарту. Около 657 г. пр.н.е. Андария напада град Убуму, столица на северната област Шубрия (Субарту), разположена по горното течение на река Тигър. Урартският предводител е победен и обезглавен от местните войски, а главата му е изпратена при Ашурбанипал. Този инцидент не довежда до война между Асирия и Урарту, чиито владетел Руса II изпраща делегация в Ниневия и потвърждава мирните отношения.

### Отношения с Вавилония
По отношение на Вавилон, Ашурбанипал подновява политиката на възстановяване, след около 13-годишно прекъсване. Връщането на статуята на Мардук във Вавилон при възкачването на Шамаш-шум-укин (668 г. пр.н.е.), не било последвано от други действия в тази насока, чак до 655 г. пр.н.е. Спирането на възстановителната програма, преднамерено или не, води до недоволство сред вавилонското население.
Между 655 и 653 г. пр.н.е., по заповед на Ашурбанипал във Вавилон са върнати церемониални предмети свързани с култа към Мардук (трон, легло, колесница). В градовете на Вавилония отново започва поправката и строителството на храмове и крепостни стени, разрушени навремето от Сенахериб. Съдейки по намерените текстове, след 658 г. пр.н.е. във Вавилония настъпва период на увеличена икономическа активност. Макар че донякъде отлагат и разколебават местната съпротива, тези мерки се оказват закъснели и недостатъчни за да предотвратят назряващите размирици. Натрупаната враждебност срещу асирийската доминация не след дълго ескалира до голямо въстание и междуособна война (652 г. пр.н.е.).

### Отпадане на Египет
Макар в привидно спокойна обстановка и без значителни стълкновения, към средата на VII век пр.н.е. далечната западна периферия се изплъзва от влиянието на Асирия. Гигес, владетелят на Лидия, прекратява ежегодните дипломатически делегации до Ниневия, изоставяйки вече неизгодните за него отношения с Ашурбанипал. Воден от търговски и стратегически интереси Гигес влиза в съюз с египетския фараон Псамтик I, на когото оказва военна помощ. Подпомаган от йонийски и карийски наемници, след около 656 – 655 г. пр.н.е. Псамтик I успява да обедини Долен и Горен Египет, утвърждава властта си и отхвърля върховенството на Асирия. Псамтик спира плащането на васален данък и вероятно дори обсажда филистимския град Ашдод (ок. 654 г. пр.н.е.), намиращ се под асирийско подчинение. Въпреки това Псамтик I остава формален съюзник на Ашурбанипал, а отцепването на Египет не води до военна реакция от асирийска страна.
Асирия не е в състояние да извършва систематични интервенции на толкова голямо разстояние от столицата си, нито разполага с необходимия военен, демографски и културен потенциал за да установи и поддържа трайно присъствие. Асирийските кампании в Египет поначало са били насочени срещу нубийските фараони, чиято намеса в Леванта е подкопавала асирийската хегемония там. След отстраняването на нубийските съперници и заграбването на значителни богатства, империята губи сериозен интерес към Египет, доколкото неговите управници не проявяват политически амбиции в Предна Азия.
Отпадането на периферни васали и съюзници не представлява твърде съществена заплаха за империята. Съвсем близо до центъра на Асирия, постоянния югоизточен противник Елам и подчинените народи в Месопотамия, създават много по-голяма и непосредствена опасност, в сравнение с която Египет изглежда като далечен проблем и ненужно завоевание. Тези обстоятелства вероятно убеждават Ашурбанипал да предпочете в Египет, ако не васал, то поне формален съюзник или най-малкото неутрален съсед, вместо още една размирна провинция.

### Втора война с Елам
Победата на Асирия над Елам в 664 г. пр.н.е. е последвана от примирие, което продължава над десетилетие, въпреки враждебните взаимоотношения. През управлението на еламския владетел Теуман, противопоставянето между двете държави става все по-сериозно. Теуман се стреми да оформи антиасирийска коалиция с халдейските и арамейските народи в югоизточна Месопотамия, а вероятно и с вавилонците. Основателната загриженост на Асирия с този проблем е отразена в серия клинописни текстове от 658 – 657 г. пр.н.е., които съдържат запитвания от жреци към бог Шамаш, касаещи астрологични предсказания за планираното анексиране на страната Гамбулу и очакваното нападение от страна на Елам. От тези сведения изглежда че армията на Ашурбанипал е поддържана в постоянна готовност за неизбежния сблъсък на изток.
Когато при възкачването си Теуман започва разправа с конкурентите за властта, неговите племенници – синовете на Уртаку, намират спасение в Ниневия заедно с техните привърженици. Ашурбанипал не само отхвърля многократните настоявания на Теуман за връщане на бегълците, но и пленява двама еламски пратеници, отказвайки отговор. Това предизвикателство дава на Теуман достатъчен повод за война. Въпреки неблагоприятните знамения (лунно затъмнение), еламският владетел мобилизира войските и се отправя към Месопотамия (юли-август 653 г. пр.н.е.). Ашурбанипал незабавно изпраща армия, която извършва рейд по поречието на река Тигър и блокира крепостта Дер, изминавайки разстоянието от Ниневия само за 10 дни. Асирийската армия пресреща еламците вероятно още преди те да пресекат границата на империята.
Неочакваната бързина и ефективност, с която реагира Ашурбанипал, проваля плановете на Теуман и го принуждава да започне отстъпление. Еламският владетел още не е приключил преговорите за съвместни действия с арамеите от Гамбулу, които не успяват да вземат участие във войната. Преследван от превъзхождащите го асирийски войски, Теуман разполага силите си по бреговете на река Улай (дн. Карун или Керкех), в равнината до градчето Тулиз (Тил Туба), недалеч от Суза. Там армията на Елам претърпява пълна катастрофа. Търсейки спасение от врага, мнозина еламски войници се издавят в реката. Теуман прави отчаян опит да избяга в околните гори, но колесницата му се обръща и той е заловен от асирийците, които го обезглавяват пред погледа на победените му войници. Главата на Теуман по-късно е изпратена на Ашурбанипал като трофей.
След кървавата битка еламската столица Суза отваря врати пред победителите. Ашурбанипал представя себе си не като завоевател, а като защитник и покровител на законните наследници, прогонени от узурпатора Теуман. Асирийските източници споменават че градовете и храмовете в страната са пощадени от плячкосване. По волята на Ашурбанипал, властта в Елам е поделена между двама от синовете на Уртаку – Хумбан-Никаш II (Уманигаш) и Тамариту (I), които стават васали на империята. Уманигаш е поставен в западната част на царството, със столица в Мадукту или Суза, а източните земи, със столица Хайдалу (Хидали), са присъдени на Тамариту. По този начин умишлено се създава предпоставка за бъдещи междуособици, които да разединят и обезсилят еламската държава.

### Анексиране на Гамбулу
На връщане от Елам асирийската армия жестоко наказва арамейското княжество Гамбулу – главен съюзник на еламските царе Уртаку и Теуман. Още от 658 г. пр.н.е. Ашурбанипал планира интервенция в малката буферна територия между източна Вавилония и Елам. В края на 653 г. пр.н.е. дълго отлаганото възмездие се стоварва върху нелоялния бивш васал. Асирийските войници покриват страната Гамбулу „като мъгла“. Столицата Шапибел е щурмувана и превзета, след което е изравнена със земята. Местният управник Дунану и неговия брат Самгуну, синове на Бел-икиша, се предават от страх. Те са отведени в Ниневия, заедно с цялото население на града. Територията на Гамбулу е практически обезлюдена, а окупаторите заграбват злато, сребро, добитък и всякакъв вид притежания и ценности.
Главата на Теуман е окачена около врата на Дунану за публичен показ пред тълпите. Впоследствие Дунану е отведен в град Арбела, където Ашурбанипал празнува триумфа от Елам, и там е „заклан като агне“, а трупът му е разчленен. Подобна участ сполетява роднините и приближените му. Някои висшестоящи пленници са одрани живи, а езиците им са изтръгнати. Части от телата на екзекутираните са изпратени в различни градове в империята, за назидание на непокорните. Двама от синовете на Набу-шум-ереш, бившият управител на Нипур, някога изменил на Асирия, са накарани да счукат на прах костите на покойния им баща. Асирийските релефни изображения и писмени хроники предават с ярки подробности сцените на публични изтезания и убийства.

### Арабите срещу Асирия
Конфликтите на Ашурбанипал с арабите (арабу) са подробно отбелязани в неговите хроники, но сведенията са объркани от няколкото по-късни преправки, допълнения и размествания на отделните епизоди, което затруднява изясняването на точната последователност, интерпретация и датировка на събитията.
Арабските нападения по югозападните граници на Асирийската империя започват преди избухването на Вавилонското въстание в 652 г. пр.н.е. и отначало нямат връзка с него. Грабителските набези на бедуинските племена от Северна Арабия са насочени срещу васалите на Ашурбанипал в Трансйордания (източно от река Йордан) и Южна Сирия. Племенната конфедерация на кидарите (кидри) е предвождана от Амуладин и Уайте (Йаута), син на Хазаил. Те въстават против Асирия, отхвърляйки васалното подчинение наложено им от Асархадон в края на неговото управление.
Асирийската армия, съвместно с васалния владетел на Моав, побеждава арабите, опожарява техните палатки и лагери, залавя стадата и камилите им. Сред отстъпващите бедуини настава глад. Амуладин и Адия, жената на Уайте, са пленени и отведени в Ниневия. Според хрониките в градовете на империята са докарани безброй камили и роби. Цената им пада дотолкова, че те са разменяни срещу кана с бира, торба зеленчуци, или са давани като бакшиш в кръчмата.
Ашурбанипал поставя начело на кидрите нови васали – Абиате и брат му Айаму, с които е сключен договор, задължаващ ги да плащат данък на империята. Набатеите и техният владетел Нанту също се подчиняват на Асирия, приемат васален статут и отказват убежище на избягалия Уайте. Дотогава набатеите не са били подвластни на никой предишен асирийски монарх. Постигнатото надмощие е кратковременно, тъй като в 651 – 650 г. пр.н.е. арабските предводители изменят на Ашурбанипал и воюват срещу него във Вавилония, на страната на въстаналия Шамаш-шум-укин.

## Бунтът на Вавилон (652 – 648 г. пр.н.е.)
Голямото вавилонско въстание (652 – 648 г. пр.н.е.) е драматичен сблъсък, който има опустошителни последици и разклаща основите на Асирийската империя. Борбата против Асирия е оглавена от Шамаш-шум-укин – собствения брат на Ашурбанипал. Избухването на конфликта вероятно е резултат от дълготрайната опозиция на вавилонците и халдеите срещу асирийското управление, заедно с недоволството на Шамаш-шум-укин от неговия подчинен статус.

### Причини и повод за бунта
Като васален владетел на Вавилония, Шамаш-шум-укин е теоретически автономен управник под върховенството на Асирия. Назначен и зависим от Ашурбанипал, на практика неговата политическа власт е сведена до тази на обикновен наместник в град Вавилон и околностите му. Главните строителни проекти, основните военни сили, външната и вътрешната политика са под контрола на Ашурбанипал. Местните управители на градове в южната част на Вавилония игнорират заповедите на Шамаш-шум-укин, освен ако не са предварително одобрени от Ашурбанипал. Административните служители редовно се отнасят по различни въпроси директно към имперския двор в Ниневия, вместо към техния номинален суверен във Вавилон. Самият Шамаш-шум-укин неведнъж е принуден да отменя нарежданията си, съобразно волята на неговия брат.
До голяма степен само церемониален лидер във Вавилон, Шамаш-шум-укин желае да отхвърли контрола на асирийската монархия. Несъмнено повлиян от вавилонския елит, той навярно е мотивиран също и от лична неприязън и безпокойство спрямо по-младият му брат Ашурбанипал, който не само го измества като престолонаследик в Асирия, но и упражнява непрекъсната намеса в управлението му на Вавилония. Въпреки предполагаемите противоречия между тях, за 16-те години съвместно управление, предшестващи бунта, не са известни никакви явни признаци на съперничество или конфронтация, предвещаващи последвалите междуособици. Намерението на Шамаш-шум-укин да въстане срещу властта на брат си Ашурбанипал вероятно е било предварително известно – неговите действия са следени от асирийските шпиони във Вавилон.
Конкретните обстоятелства и поводи, довели до избухването на бунта, са неясни и трудно проследими. Малкото оцелели от този период вавилонски летописни сведения носят оскъдна информация, а повечето от познатите източници – главно асирийски хроники, отразяват едностранчиво събитията, представяйки опонентите на Ашурбанипал като неблагодарни изменници и злодеи. Внезапно избухналото неподчинение би могло да е реакция срещу принудителното рекрутване на вавилонци в асирийската армия, заедно с повишаване на данъците и военното присъствие, свързани с войната срещу Елам и Гамбулу в годината преди бунта. Въпреки ограничения суверенитет, по това време жителите на Вавилон имат специални привилегии – данъчни облекчения и освобождаване от военна повинност, незачитането или отмяната на които, би възпламенило традиционно силната местна съпротива срещу асирийската власт.

### Начало на въстанието
Близо 40 години след като Сенахериб превзема и разрушава Вавилон, народите в Месопотамия вече са възстановили достатъчно своите икономически и демографски сили, за да се надигнат още веднъж против господството на Асирия. В навечерието на бунта Шамаш-шум-укин изпраща почетно посолство до Ниневия, което да изрази лоялността на Вавилон към върховния суверен. Официалните причини за посещението на делегацията не са известни (може би оплакване от пренебрегването на вавилонските интереси), но действителната цел на Шамаш-шум-укин вероятно е да спечели време, като заблуди бдителността на брат си, а също и да се избави под благовиден предлог от водачите на про-асирийската групировка сред вавилонската върхушка. Навярно осведомен за намеренията на своя брат, Ашурбанипал приема тържествено знатните посланици в Ниневия, докато във Вавилония започва подготвяния метеж.
През пролетта на 652 г. пр.н.е. асирийски длъжностен служител е изпратен да събере войски от Акад (Вавилония), вероятно по заповед на Ашурбанипал. Това би могло да е събитието, провокирало размириците, но според различна интерпретация на сведенията, служителят е действал от името на Шамаш-шум-укин, подготвящ въоръжени сили за очакваната междуособна война. Въпреки все още мирната обстановка, през останалата част от годината протича засилваща се борба за позиции. Шамаш-шум-укин затваря вратите на Вавилон за асирийските представители, поставя гарнизони и се опитва да привлече или смени управителите на другите градове в страната, запазили лоялност към Асирия. Според по-късен документ на арамейски (Amherst папирус 63), Шамаш-шум-укин предявил върховенство спрямо неговия брат Ашурбанипал, когото назовал само като наместник на Ниневия, подчинен на Вавилон.
Ашурбанипал първоначално се опитва да спечели вавилонското население на своя страна и се отказва от незабавна военна намеса, поради което минават поне осем месеца между разкриването на заговора и първите военни действия. Неговото решение да отложи сблъсъка вероятно се дължи на неблагоприятни знамения и опасения от смутове или преврат в Асирия. Асирийският монарх изпраща послание до вавилонците, в което ги призовава да се разграничат от Шамаш-шум-укин, който е назован като лъжец и самозванец („мой не-брат“ и „враждебен на мен брат“). Ашурбанипал обещава че няма да накаже никого, но обосновава въвеждането на допълнителни данъци, като санкция за измяната към него. Посланието датира от 23 Ayyaru (II), т.е. май 652 г. пр.н.е. Отговорът на вавилонците не е известен.

### Коалиции и противници
Освен Вавилон, към въстанието на Шамаш-шум-укин се присъединяват и други големи градове в Северна и Централна Вавилония – Сипар, Борсипа, Нипур (без Кута), заедно с повечето халдейски и арамейски племенни територии в югоизточна Месопотамия. Шамаш-шум-укин сключва тайно съглашение с Елам и успява да привлече помощта на арабските пустинни племена – арибу, кидри (кидари) и в по-малка степен набайате (набатеи). Метежните войски, съвместно с арабски отряди, прогонват асирийските гарнизони от Северна Вавилония.
Лоялност към Асирия запазват урбанизираните южни райони – Ур, Урук, Кисик, Кулаб, Ериду, Шатидин, както и част от съседните племена (Гурасиму и Пукуду). Южните градове, формално намиращи се в царството на Шамаш-шум-укин, в действителност са управлявани от наместници верни на Ашурбанипал, а поради близкото им разположение до границата с Елам, в тях се поддържат (особено в Урук) постоянни асирийски гарнизони, осигуряващи отбраната и реда. Незащитените извънградски райони в Северна Вавилония изглежда се превръщат в неутрална зона, през която минават армиите и от двете страни.
Най-късно до средата на 652 г. пр.н.е. Шамаш-шум-укин вече открито застава срещу Асирия, влизайки в съюз с нейните съперници – Елам и халдеите на югоизток и арабите на югозапад. Неговите опити за създаване на по-широка коалиция обаче са неуспешни. Не постигат резултат преговорите за привличане на повече външни съюзници – страната на Гутеите (в среден Загрос), може би Парсумаш (Персида), Амуру (Сирия) и Мелуха (вероятно Египет). Съюзът срещу Асирия не се оказва толкова силен, колкото изглежда отначало. Поради колебания и разногласия участниците не действат съгласувано, а по-далечните страни запазват неутралитет.

### Военни действия
Реалните бойни действия между Асирия и бунтовниците в Северна Вавилония започват през първите месеци на 651 г. пр.н.е., но след по-малко от три седмици Шамаш-шум-укин е принуден да се върне във Вавилон и заема отбранителна позиция. Неговото стратегическо отстъпление пред асирийската армия е последвано от две битки (март 651 г. пр.н.е.), в които вавилонците търпят сериозни поражения. Второто сражение се състои при Хириту, в областта около Сипар, след което схватките продължават, а хрониките съобщават за безредици в Асирия и Вавилония.
Навярно съставени почти изцяло от слабо подготвени наборници и нерегулярно племенно опълчение, метежните войски отстъпват по качества и възможности на професионалната имперска армия. За разлика от брат си, Шамаш-шум-укин изглежда участва лично в някои сражения, при които вероятно може да е бил ранен. Самият Ашурбанипал изпитва здравословни проблеми през пролетта на 651 г. пр.н.е., съдейки по допитвания до гадатели. От текстовете е видно че, през ранната фаза на военните действия, Ашурбанипал е обзет от сериозно безпокойство за властта и живота си. Неговите затруднения улесняват първоначалния напредък на въстанието, към което скоро се присъединяват халдеите, Елам и арабите.
След март – април 651 г. пр.н.е. халдеецът Набу-бел-шумати – наместник на приморската област, нарушава клетвата за вярност към Ашурбанипал и се включва във войната срещу империята, чиято власт дотогава привидно подкрепя. Халдейският лидер тайно наема допълнителни войски от Елам и пленява с измама спомагателните части, пратени му като подкрепления от Асирия. Най-ефективният участник в антиасирийската коалиция, Набу-бел-шумати е внук на Меродах-Баладан (Мардук-апал-идин II) – вожд на халдейското племе Бит-Якин, узурпатор и владетел на Вавилон (722 – 710 г. пр.н.е.; 703/702 г. пр.н.е.), останал като емблематична фигура на местната съпротива срещу Асирия. Като негов потомък, начело на халдейски владетелски клан, Набу-бел Шумати наследява престиж, спомагащ обединяването на антиасирийските сили под негово ръководство.
Привличайки арамеите от Пукуду и други племена, Набу-бел-шумати започва нападения срещу лоялните на Асирия градове и племенни територии в Южна Месопотамия. Под неговия натиск Кулаб, Ериду и племето Гурасиму минават на страната на въстанието. Подкрепящите асирийската власт градове Ур и Урук са обсадени в продължение на около две години. Въпреки появата на глад, гарнизоните в Урук успяват да удържат на блокадата до идването на имперската армия, но Ур вероятно е превзет за кратко от бунтовниците.
Най-важният от външните поддръжници на вавилонското въстание е Уманигаш II (Хумпаникаш), владетелят на Елам. Той дължи възкачването си на Ашурбанипал, но престъпва васалната клетва към него и влиза в антиасирийската коалиция, приемайки изпратеното като дар от Шамаш-шум-укин злато, ограбено от Есагила – храма на Бел-Мардук във Вавилон. Елам подпомага военно борбата на арамеите и халдеите срещу асирийската власт в Южна Месопотамия и Приморието. Не е сигурно точно кога Уманигаш II изпраща войските си в помощ на въстаналия Шамаш-шум-укин. Силите на еламитите са предвождани от Ундасу, син на обезглавения Теуман, заедно с още двама висши еламски сановници и двама арамейски племенни главатари.
През 651 г. пр.н.е. армията на Асирия побеждава еламитите при Мангиси в североизточна Вавилония, вероятно край вливането на река Дияла в Тигър. Ашурбанипал получава главите на вражеските пълководци. Това сражение би могло да е идентично с битката при Хириту (март 651 г. пр.н.е.), но тази хипотеза е до голяма степен опровергана. След поражението Уманигаш II става жертва на преврат, може би организиран с асирийско участие. Той е убит заедно с роднините си от неговия брат (или племенник) Тамариту II, който заема трона в Елам и временно прекратява войната срещу Асирия.
Сраженията между Асирия и бунтовниците в Северна Вавилония продължават и през втората половина на 651 г. пр.н.е., но хронологията и местоположението им (Баб-Саме, Кар-Нергал) не са напълно изяснени. От тогава датира серия допитвания на Ашурбанипал до гадатели, с въпроси относно намеренията на Шамаш-шум-укин, вероятността да избяга или да бъде заловен, както и за очакваната нова атака от Елам. Не съвсем сигурни сведения подсказват за предполагаем бунт на офицери в Асирия, може би поддръжници на вавилонската кауза. През август/септември 651 г. пр.н.е. асирийците губят Кута в Северна Вавилония – стратегически важна крепост и за двете страни. Това е последната значима победа на въстаниците. Няколко месеца по-късно, около началото на 650 г. пр.н.е. Нипур е завзет или преминава на асирийска страна.

### Потушаване на въстанието
От втората половина на 651 г. пр.н.е. империята решително взема превес над въстаниците в Северна Вавилония. Там асирийската армия овладява земеделските райони, след което военните действия на северния театър се свеждат до обсади на бунтовните крепости – Борсипа, Кута, Сипар. През юни 650 г. пр.н.е. самият център на въстанието Вавилон е подложен на обсада, продължила над две години. Съюзните на Шамаш-шум-укин арабски спомагателни отряди са разгромени при техния неуспешен опит да пробият асирийската блокада на града. Междувременно, асирийците разпростират властта си над приморските провинции в Южна Вавилония, което им позволява да оказват натиск върху въстаниците от всички страни. Окончателното поражение на Шамаш-шум-укин става въпрос на време.
След успехите на Набу-бел Шумати в 651 г. пр.н.е., южният театър на войната е доминиран за около година от арамейски и халдейски племенни сили. През април 650 г. пр.н.е. Ашурбанипал изпраща на юг армия под командването на Бел-ибни – вавилонизиран халдеец на асирийска служба, на когото е възложена борбата срещу Набу-бел Шумати и неговата коалиция. Назначен за наместник на Приморската страна, Бел-ибни провежда офанзива срещу бунтовните племена и постепенно сломява съпротивата им. След отначало променлив напредък, към втората половина на 649 г. пр.н.е. е наложен асирийски контрол над Южна Вавилония. Ур и Урук са освободени от двугодишната обсада на метежните сили, а халдейските и арамейските княжества капитулират.
Победеният и загубил позиции Набу-бел-шумати изоставя Приморието и се укрива на остров Дилмун (дн. Бахрейн), където се намира неговата съкровищница, но след преврат там властта скоро е завзета от лоялен на Асирия управник. Тогава Набу-бел-шумати е принуден да избяга в Елам, откъдето повежда изтощителна и за двете страни партизанска война срещу армията на Бел-ибни, който за неговите заслуги е повишен в чин туртану (главнокомандващ), най-висшата военна длъжност в Асирия. В Приморието Бел-ибни разполага с почти автономна власт и невинаги се съобразява с напътствията и заповедите на Ашурбанипал.
През 649 г. пр.н.е. владетелят на Елам Тамариту II прави опит да помогне на бунтовниците във Вавилония, но още преди да нахлуе там, в армията му избухва метеж, оглавен от офицера Индабигаш (Индабиби), който не принадлежи към еламитската царска династия, дискредитирана от поражения, заговори и убийства. Вероятно подпомаган от асирийски агенти, Индабигаш узурпира властта, излиза от войната и сключва примирие с Ашурбанипал. Сваленият Тамариту, заедно с братята си, роднините и някои приближени търси спасение при неговия доскорошен противник – Асирия. След дълго скитане, изтощени от глад, бегълците са заловени от патрул на Бел-ибни. Той ги изпраща в Ниневия, където детронираният владетел унизително коленичи и моли за милост асирийския монарх.

### Падане на Вавилон и последици
Асирийската обсада на Вавилон довежда населението му до мъчително положение. Блокадата на крепостта продължава над две години, през които цената на зърното там нараства 60 пъти над обичайното. Отчаяните жители продават техните имоти и земи за да набавят храна. В града настъпва жесток глад, има прояви на канибализъм, избухват епидемии. Високата смъртност и крайното изтощение обезсилват безнадеждната съпротива на въстаниците. Тежка е ситуацията и в останалите бунтовни градове на Северна Вавилония.
След провала на антиасирийската коалиция, Шамаш-шум-укин изпада в безизходица, притиснат в столицата си и останал без съюзници. През лятото на 648 г. пр.н.е. имперските армии превземат Кута, Сипар, Борсипа, а до края на годината идва ред и на Вавилон. Падането на града не е споменато в хрониките на Асирия. Относно гибелта на Шамаш-шум-укин, сведенията са неясни и имат съмнителна достоверност. Според известната версия, самият Шамаш-шум-укин запалва царския дворец и се самоубива, хвърляйки се в огъня със семейството си, за да не бъде заловен докато асирийците щурмуват града. Не е изключено да е загинал при други обстоятелства (пожар, битка, болест), или да е бил убит от подчинените си.
Асирийските войници се впускат в ожесточено разграбване на превзетата столица, посягайки и на храмовете, въпреки забраната. Регалиите на вавилонската монархия – корона, жезъл, печат – са предадени на Ашурбанипал, заедно с колесниците, трона, дворцовото обзавеждане и другите богатства. Царската плячка включва също и наложниците от харема на Шамаш-шум-укин. Заловените водачи на бунта са наказани с ужасяваща смърт – изтръгване на езика, одиране на кожата и разкъсване на части. Мъртвите са хвърлени на дивите животни или препълват каналите около града. Групи от пленници са ритуално принесени в жертва пред гробницата на Сенахериб в Ниневия.
Безмилостният терор засяга главно лидерите и по-видните съучастници на въстанието. Животът на мнозинството обикновени поданици е пощаден, въпреки че известен брой жители са изселени. За разлика от Сенахериб, неговия внук Ашурбанипал не разрушава Вавилон и не провежда масови депортации. Улиците на завзетите градове са разчистени от труповете, а храмовете са преосветени и отворени за богослужения. По заповед на Ашурбанипал останките на Шамаш-шум-укин и семейството му са погребани с почести. След разправата с бунтовниците, Ашурбанипал подновява политиката на възстановяване и помирение.
До края на годината е сложен окончателен край на бунта и цяла Вавилония е усмирена. Автономните арамейски и халдейски племенни княжества са ликвидирани и включени като провинции в състава на империята. Оцелялото население на Кута и Сипар е преселено в столицата. Васалната вавилонската държава запазва формалната си полу-независимост, но в още по-ограничена форма от преди. Лишени от всички специални привилегии, акадците са обложени с данъци, поземлени налози и повинности, подобно на останалите подвластни народи в империята.
Ашурбанипал може би поема титлата на вавилонски монарх за кратко, преди да назначи на длъжността някой си Кандалану (около 647 – 627/6 г. пр.н.е.). За тази мистериозна фигура не е известно нищо, освен името, споменавано в икономически и административни текстове. Властта на Кандалану е символична, а територията му първоначално не включва Нипур.
Според една от хипотезите, Кандалану всъщност е самият Ашурбанипал, приел алтернативно тронно име като владетел на Вавилония. В полза на тази трактовка се изтъква довода, че техните управления вероятно приключват в една и съща година. Макар че това би могло да е възможно, предположението не е подкрепено от солидни доказателства и като цяло е отхвърлено. Съществуват и множество други спекулативни интерпретации (някои от които съвсем необичайни) относно идентичността на Кандалану, но всички те остават недоказани.

## Втора половина на управлението
През първите няколко години след края на голямото Вавилонско въстание, военните сили на империята водят серия от наказателни кампании срещу Елам и арабските племена, участвали в антиасирийската коалиция. Войната срещу Елам е брутална и разрушителна, дори по асирийските стандарти. Армиите на Ашурбанипал причиняват непоправими опустошения в победената страна. В недалечна перспектива, премахването на Елам от политическата сцена се оказва една твърде драстична и недалновидна мярка, допринесла за постепенното засилване на мидийците, които изиграват решаваща роля в разгрома на Асирия, само три десетилетия по-късно.
Военният натиск на империята срещу северните арабски племена достига връхната си точка около 645 – 3 г. пр.н.е., когато те са подчинени. По това време Ашурбанипал вече е осъществил най-важните постижения на своето управление. Асирийският повелител приема покорството на близки и далечни васали – Лидия, Урарту, персите, източните араби. Асирия все още се намира в апогея на своето могъщество, но интензивните конфликти сериозно претоварват ресурсите на държавата.
Въпреки че отстоява и преутвърждава своята хегемония, империята така и не преодолява напълно отрицателните последици от Вавилонския бунт. Независимо от радикалната разправа с външните си противници, Асирия не може да консолидира своята власт над тях и не печели значими придобивки от извоюваните победи. След около 640 г. пр.н.е. не се споменават повече никакви военни начинания. Следващото десетилетие преминава при относителен мир, но изтощената империя навлиза в упадък.

### Преговори с Елам
През 649 г. пр.н.е., докато е зает с подавянето на метежната съпротива във Вавилония, Ашурбанипал приема предложението за мир, отправено от Индабигаш, новият владетел на Елам. За да затвърди сключеното споразумение, Индабигаш освобождава асирийските войници, пленени от Набу-бел-шумати в началото на Вавилонското въстание. Ашурбанипал първоначално демонстрира добри отношения спрямо Индабигаш, към когото се отнася като с равнопоставен монарх, наричайки го свой брат в посланията до него. Но техният съюз е привиден и не трае дълго, тъй като никоя от страните не склонява да отстъпи по-значимите и високопоставени политически изгнаници.
В двора на Ашурбанипал се намира предишният еламски владетел Тамариту, попаднал там, бягайки след наскорошното му детрониране от Индабигаш. Държан в Ниневия като заложник, Тамариту би могъл да се окаже заплаха за Индабигаш, ако Асирия избере да наложи с военна сила неговото връщане на трона. Ашурбанипал е раздразнен от двойствената политика на еламския владетел – въпреки че избягва конфликт с империята и не помага на обречения Вавилон, Индабигаш предоставя убежище на избягалите бунтовници, спасили се от наказание.
Ашурбанипал особено настоятелно изисква екстрадирането на халдейския бунтовен водач Набу-бел-шумати – заклет враг на Асирия. Въпреки заплахата от война, еламският владетел отказва да предаде беглеца. През 648 г. пр.н.е., Ашурбанипал изпраща ултиматум, а неговата армия е готова да нападне Елам. Но асирийските пратеници не успяват да се срещнат с Индабигаш, който става жертва на поредния преврат. Следващият владетел на Елам е Хумпан-Халташ ІІІ (Уманалдаш), представител на предишната династия. Ашурбанипал продължава кореспонденцията с него и поставя предишните искания, но отново без резултат. Уманалдаш ІІІ твърди че благородниците в Елам поддържат каузата на Набу-бел-шумати и не допускат неговото екстрадиране. След като преговорите се оказват безполезни, Ашурбанипал пристъпва към военни действия.

### Кампании срещу Елам
С превземането на Вавилон, въстанието приключва и Ашурбанипал вече може да се заеме с разгрома на външните си неприятели. Макар дестабилизиран от поражения и междуособици, Елам все още е в състояние да създава проблеми на империята. Основният повод за войната срещу Елам е залавянето на Набу-бел-шумати, но действителната цел на империята е да съкруши веднъж завинаги проблемният югоизточен съсед и да го накаже за враждебните му действия.
В края на 648 – началото на 647 г. пр.н.е. асирийците настъпват срещу Хилиму и Пилату – арамейски буферни територии по границата между Елам и Вавилония. Градовете на арамейските племена се предават без бой и са присъединени към империята, а ключовата еламитска погранична крепост Бит-Имби е превзета със сила и плячкосана.
Офанзивата срещу Елам започва през май-юни 647 г. пр.н.е., когато две асирийски армии навлизат в страната. Управителят на Приморието – туртана Бел-ибни настъпва от юг към Суза, а другата армия атакува западната граница на Елам и се отправя към Мадукту. Второто направление на похода е под командването на самия Ашурбанипал – първата мащабна кампания оглавена лично от него. Понеже не разполага с достатъчно военни сили за да спре нахлуването, Хумпан-Халташ ІІІ напуска северната столица Мадукту, избягва среща с асирийците и се оттегля към планините. Възползвайки се от безвластието, в различни части на царството се появяват местни самозванци (Умбахабуа, Пае, Уманигаш ІІІ), но те също са принудени да побягнат при нашествието.
Западната част на Елам попада под асирийска окупация, заедно със столиците Суза и Мадукту и още 29 укрепени града, чиито стени са сринати. Ашурбанипал поставя Тамариту ІІ като своя марионетка на трона в Суза, докато асирийците се разпореждат в завзетите територии. През краткото си властване Тамариту възразява срещу систематичното разграбване и опустошаване на страната му от завоевателите и напразно се опитва да призове еламското население към бунт. Заради неговата измяна към Асирия, той скоро е детрониран и отведен в плен от Ашурбанипал.
Въпреки че контролира политическия център на държавата, Ашурбанипал все още не е сразил еламския владетел в битка, а главният му противник Набу-бел-шумати продължава да е на свобода. Когато издирването им не се увенчава с успех, имперската армия се изтегля от Елам и се отправя обратно към Асирия със заграбените богатства и пленници. След напускането на асирийците, Хумпан-Халташ ІІІ се връща в разорената столица Мадукту. Неговата власт, оспорвана от няколко претенденти, е по-слаба и нестабилна от преди. Скоро следва нов, още по-разрушителен удар от империята.
Повторното нахлуване на асирийците в Елам се състои в края на 647 пр.н.е. или през 646 г. пр.н.е. Хумпан-Халташ ІІІ отново изоставя градовете и отстъпва в планинските области. Ръководените от Ашурбанипал военни сили връхлитат Еламското царство и за кратко време превземат множество крепости. Асирийската армия достига на повече от 600 км източно от Суза, превзема Хидалу и нанася поражение на Уманалдаш ІІІ при река Идиде, в близост до крепостта Дур-Унташ.
Въпреки убедителните победи, Ашурбанипал не планира да превърне Елам в нова провинция, чието асимилиране и управление би изисквало неоправдано голям разход на средства и усилия. След несполучливите опити да установи васален контрол над своя югоизточен съперник, империята се съсредоточава върху неговото унищожаване. В послание до еламските старейшини (началото на 646 г. пр.н.е.) Ашурбанипал заявява с пренебрежение, че не възнамерява да присъедини Елам, защото там няма злато, сребро, коне, скъпоценни камъни или нещо друго, което си струва да бъде владяно. Поставеното условие за мир е само едно – изгнаникът Набу-бел-шумати да бъде предаден жив.

### Разгромът на Елам
През 646 г. пр.н.е. асирийската армия се връща в западната част на Елам, смазвайки решително съпротивата. Град Суза е превзет и сринат до основи, а жителите му са изселени. Победата на Асирия е категорична. Завладяната страна е подложена на масов грабеж и опустошаване в продължение на близо два месеца. Империята провежда целенасочено и демонстративно заличаване на еламската политическа и културна идентичност.
По заповед на Ашурбанипал, войниците изземват съкровищата от царските дворци и резиденции, включително десетки статуи на еламитски божества и монарси, богато украсени със злато, сребро и бронз. Храмовете са осквернени и ограбени, а техните свещени гори са унищожени. Не са пощадени и гробниците на покойните владетели – отворени и поругани, скелетите в тях са оковани с вериги и откарани в символичен плен.
Заловените аристократи и сановници са отведени в Асирия. Някои еламитски войници са принудително зачислени в асирийската армия. Депортирана е значителна част от населението на страната, заедно с многочислени стада добитък, които са основата на благосъстоянието на Елам. Нивите са посипани със сол, за да се превърнат в неплодородни земи. Самият Ашурбанипал съобщава за извършеното в Елам: „Подир мен нивите вече не са огласяни от човешки глас, от копитата на добитъка и от овцете, от веселите възгласи на селяните, прибиращи реколтата – превърнах ги в пустош, дом на диви магарета, газели и какви ли не други диви зверове“.
Ашурбанипал и армията му се изтеглят в Асирия, отнасяйки богата плячка. За известно време Уманалдаш ІІІ остава начело на останките от съсипаната държава. Ашурбанипал още веднъж настоява да получи Набу-бел-шумати, който след пагубната асирийска интервенция, вече е загубил симпатиите на еламския елит. Надявайки се да постигне мир, Уманалдаш ІІІ приема да изпълни това искане. Разбирайки че ще бъде предаден, Набу-бел-шумати се самоубива за да избегне изтезанията и ритуалната екзекуция, които несъмнено го очакват ако попадне жив при асирийците. Неговия осолен труп е изпратен в Ниневия, но това не е достатъчно за Ашурбанипал – той не може да подложи врага на мъчително умъртвяване, както изисква религиозният обичай.
Около 644 – 643 г. пр.н.е. империята провежда още една кампания срещу Елам. Според беглите сведения, Уманалдаш ІІІ е свален от власт при бунт на собствените му поданици. Той бяга на север в Лурестан, но там е заловен от племето елипи, които го предават на асирийците. В плен е отведен и узурпатора Пае. Така, заедно с Тамариту, в ръцете на Ашурбанипал се намират общо трима бивши владетели на Елам. По-късно те участват в триумфалната процесия на асирийския монарх, впрегнати в неговата колесница заедно с арабския предводител Уайте. Това е последната известна война на Асирия против Елам.
Кампаниите на Ашурбанипал елиминират завинаги Елам като международна сила и заплаха за империята. До голяма степен еламската държава повече не съществува като единно политическо цяло. В периферните планински области на страната продължават да властват няколко независими местни владетели, но те са относително слаби и незначителни. Разгромът на Елам е последното от големите военни постижения в историята на Асирия, въпреки че в дългосрочен план то се оказва стратегическа грешка. С това е премахнат буфера, изолиращ империята от иранските народи – мидийците на север и персите на изток, които не след дълго се възползват от създадения политически вакуум в региона. Техният възход се оказва един от решаващите фактори за рухването на Асирийската империя няколко десетилетия по-късно.

### Кампании срещу арабите
По време на бунта във Вавилония, имперските войски разбиват племенните сили на арабите, воюващи като съюзници на Шамаш-шум-укин срещу Асирия. През втората половина на 650 г. пр.н.е. в обсадения от асирийците Вавилон настъпва масов глад – това принуждава укрилите се в крепостта араби да направят излаз, при който търпят унищожителна загуба. Техният предводител Айаму е заловен и одран жив, но брат му Абиате успява да се спаси и се връща в родината си, заедно с малцина оцелели.
Вероятно тогава, бившият владетел на кидрите Уайте I се предава на асирийците, може би с надеждата да бъде подкрепен като нов васал на мястото на Абиате. Според асирийските хроники, Уайте изглежда е загубил разсъдъка си. Ашурбанипал заповядва да го оковат с верига в кучешка колиба пред „Портата на народите“ – централният вход на столицата Ниневия. Докато империята потушава вавилонското въстание и води войната срещу Елам, бедуинските отряди продължават набезите срещу югозападните асирийски провинции и подвластни територии в Трансйордания, Южна Сирия и по средното течение на Ефрат. Арабската племенна коалиция е предвождана от Абиате, Уайате (II), син на Бирдада, както и набатейският владетел Нанту.
Около 645/644 г. пр.н.е. Асирия провежда наказателна кампания срещу непокорните арабски племена, участвали в бунта на Вавилон. Изтощителните военни действия са проведени в три етапа. Дамаск служи за главна изходна база на асирийските експедиции. Изпратената от Ашурбанипал армия атакува номадите през летния сезон, когато те се намират най-близо до водните източници. При нападенията над бедуинските лагери, асирийците залавят множество араби, заедно с техните стада и камили. Завзетите оазиси са умишлено унищожавани. Изтласкани към безводните пустинни райони, победените племена скоро се предават поради жажда. В плен на асирийците попадат Абиате и Уайате II, свален при бунт сред неговите воини.
По-късно е проведена интервенция срещу набатеите, които детронират техния владетел Нанту и го изпращат като пленник на асирийците. На неговото място е поставен синът му Нукхуру, със статут на васал, плащащ ежегоден данък. Окончателният разгром на арабите се отнася към 644/3 г. пр.н.е., или най-късно до 641 г. пр.н.е., когато заплахата от враждебните пустинни племена по югозападната граница на империята е напълно ликвидирана. Асирийците не правят опит да наложат траен контрол над района, а походите им не достигат до важните политически и търговски центрове на арабите.
Североизточните арабски народи също се намират в обсега на имперската политика. Ашурбанипал отбелязва в надписи, че владенията му се простират „от Тир насред Горното море“ (източното Средиземноморие), „до Дилмун насред Долното море“ (Персийския залив). Островният град-държава Дилмун (днешен Бахрейн) е васален на империята, но подкрепя антиасирийското въстание на Вавилон. За известно време в Дилмун намира убежище бунтовния лидер Набу-бел-шумати, избягал след поражението му в Крайморието (около 649/8 г. пр.н.е.). С приближаването на имперските сили, местният владетел Хундару се признава за васал и плаща данък на Ашурбанипал. Асирийците воюват и в Базу, територия разположена в близост до Дилмун.
Посланици и дарове до Ашурбанипал са изпратени също от Шихум, владетел на Хасману, остров съседен на Дилмун, както и от страните по североизточното крайбрежие на Арабския полуостров – Купи (или Лупи) и Каде (в североизточната част на днешен Оман), намиращ се на шест месеца път от Ниневия. Асирия поддържа мирни търговски и дипломатически контакти с далечното царство Шеба или Саба (Сабейско царство), в днешен Йемен. Тези страни са важен източник на редки стоки: тамян, аромати, подправки, скъпоценни камъни.

### Западните територии
Около 644 г. пр.н.е., на връщане от кампанията срещу арабите, асирийската армия плячкосва Акко (Акра (Израел)) и Ушу – крайбрежно предградие на Тир. Действията срещу финикийските градове са отмъщение за тяхната нелоялност по време на Вавилонското въстание, когато те спират да плащат редовния данък на империята, използвайки нейната затруднена възможност да реагира.
Интервенцията във Финикия е съпроводена с екзекуции, депортации и разрушения. Бунтовниците от Акко са набити на колове около града. Оцелелите мъже са включени в асирийската армия. Самата островна крепост на Тир не е обсадена. Градът подновява трибутните плащания. Това е последната военна операция на Асирия в Леванта, за която има сведения. Въпреки че Асирия запазва върховенството си над западните владения и получава данък от местните васали, имперският контрол и военно присъствие там отслабват.
По същото време кимерийците отново нападат Лидия в западна Мала Азия. Десетилетие по-рано лидийският владетел Гигес се е отметнал от съюза с Асирия и е подпомогнал откъсването на Египет от властта на империята. Това е предизвикало гнева и проклятията на Ашурбанипал. Около 645/44 г. пр.н.е. Гигес загива в битка с кимерийците, които почти превземат неговата столица Сардис (без цитаделата). Според асирийските текстове, неговото поражение и гибел са божествено възмездие за нарушената съюзна клетва към Ашурбанипал.
Ардис II, син и наследник на Гигес, отчаяно моли Ашурбанипал за помощ. Ардис се признава за васал на империята, плаща данък и дава дъщеря си като наложница на монарха в Ниневия. Няма сведения за асирийска военна подкрепа, но Лидия успява да оцелее кимерийската инвазия и към края на века взема надмощие над кимерийците.
Около 640 г. пр.н.е. нашествието на кимерийците достига северозападните територии на Асирийската империя. Сирия и Леванта са нападнати и плячкосани от ордите на вожда Тугдаме или Дугдаме (Лугдамис). Малоазийските васали на Ашурбанипал в Киликия влизат в съюз с Дугдаме и му се подчиняват, за да избегнат унищожението си. Така постъпва и владетелят на Урарту в планините на Кавказ.
Не е ясно как точно империята реагира на кимерийската заплаха. В хрониките на Ашурбанипал липсват подробните описания на победи, характерни за успешните кампании на Асирия. Все по-оредяващата имперска армия изглежда не рискува да влезе в битка с опасните степни конници. В крайна сметка обаче, грабителският поход на кимерийците търпи провал. Хрониките твърдят че лагера на Тугдаме е поразен от огъня на бог Мардук, а войските му се разбягват. Тези неясни сведения вероятно биха могли да се тълкуват като пожар или епидемия. Самият Тугдаме се разболява тежко и умира в Киликия. Синът му Сандакшатра (Шандакуру) сключва мир с империята, но по-късно подновява агресията (около 637/635 или 626/625 г. пр.н.е.), преди да бъде победен от скитите на вожда Мадий, съюзник на Асирия.

### Източни и северни граници
Около 641 г. пр.н.е. Кир I (Кураш), иранският владетел на Парсумаш в Аншан, признава върховната власт на Асирия и праща до Ашурбанипал почетна делегация с дарове. Най-възрастният син на Кир І, Аруку остава като заложник в имперския двор. В Ниневия идват и пратениците на Пишлуме от страната Худимери, бивша област на еламитското царство, разположена по северните брегове на Персийския залив.
По североизточните граници на империята цари мир. При Ашурбанипал продължават съюзните отношения, установени между неговия баща Асархадон и Бартатуа, вожд на скитите (асгусай; ишкуза). Сключеното около 676 г. пр.н.е. споразумение остава в действие също и по времето на Мадий, наследник на Бартатуа и негов син, може би роден от сестрата на Ашурбанипал. Вероятно с участието на скитите, империята успява да сдържа експанзията на кимерийците в Мала Азия и на мидийците в Северен Иран. Ако сведенията на Херодот се приемат за достоверни, Мадий покорява мидийците (ок. 653 г. пр.н.е.) и ги управлява 28 години. Ашурбанипал неведнъж прибягва до помощта на скитите против кимерийците, които са обща заплаха както за Асирия, така и за Лидия и Урарту.
Владетелите на северния съсед, държавата Урарту, се стремят към мирни отношения с Ашурбанипал. Притиснато между кимерийците на запад, скитите на изток и Асирия на юг, Урарту отдавна не е предишният силен съперник, способен да унизи и заплаши империята. Победните кампании на Тиглат-паласар ІІІ и Саргон ІІ, близо столетие по-рано, съкрушават военно-политическото могъщество на кавказката държава. Независимо от това, асирийските монарси продължавали да се отнасят към владетелите на Урарту като с равнопоставени суверени.
Сардури ІІІ (ок. 645/39 – 635/25 г. пр.н.е.), син и наследник на Руса ІІ, за пръв път приема подчинен статут спрямо Асирия, назовавайки Ашурбанипал като „баща“ и „господар“, вместо с дотогавашното обръщение „брат“. В кореспонденцията си до Сардури (Ищар-дури), Ашурбанипал изисква да получи като васален данък скъпоценните камъни лапис лазули. Отговорът на урартския владетел е необичаен – той твърди че тези камъни са свещени и тъй като няма права над тях, поданиците му ще се разбунтуват, ако се опита да ги отнеме. Сардури предлага на Ашурбанипал да изпрати армията си, за да вземе това което желае, намеквайки тактично за съпротивата, на която ще се натъкнат асирийците, ако навлязат в страната му. Доколкото е известно, Ашурбанипал не предприема военна кампания в Урарту.

### Последни години
Успешният завършек на военните походи е отпразнуван с триумфално шествие, устроено в столицата Ниневия по време на празника Акиту, вероятно в края на 643 г. пр.н.е. Четирима пленени владетели – еламитите Тамариту, Пае, Уманалдаш и арабина Уайте, впрегнати заедно като коне, теглят колесницата на победоносния Ашурбанипал. С тях върви един от близките сподвижници на Шамаш-шум-укин – Набу-ката-цабат, носещ окачена около врата му осолената глава на бунтовника Набу-бел-шумат. Тържествената процесия преминава пътя от царския дворец до главния храм на града, където Ашурбанипал принася жертва и отправя благодарствена молитва към боговете.
Триумфът над Елам и арабите ознаменува кулминацията на асирийските завоевания. Империята изглежда по-силна и непобедима от всякога, тържествувайки над своите противници за последен път. Това могъщество обаче се оказва само привидно. Наистина, враговете са сурово наказани, мирът е възстановен и надмощието над околните страни е неоспоримо, но успехите имат висока цена. Поколения наред, почти непрестанните войни изтощават ресурсите на държавата и демографския потенциал на асирийците. Поради недостиг на военни сили, Ашурбанипал набира войници сред подчинените народи – акадци, халдеи, арамеи, еламити – някои от тях пленници, зачислени принудително. Подобна армия далеч не би могла да служи като надеждна опора и защита на имперската доминация.
Докато военно-политическото превъзходство на Асирия клони към залез, във Вавилония отново настъпва период на икономически просперитет, благоприятстван от мирната обстановка и възстановителната политика на Ашурбанипал. След 642 г. пр.н.е. броят на икономическите текстове достига нивото отпреди Вавилонския бунт. Следите от пряка намеса на асирийската власт са ограничени само до строителни дейности в градските религиозни средища.
По времето на Ашурбанипал противоречията в управляващите среди се изострят. Вътрешната структура на държавата е отслабена от нарастващото разединение между владетелския двор и военната аристокрация на Асирия. Ашурбанипал фаворизира и облагодетелства придворните евнуси от неговото обкръжение, които добиват голямо влияние, измествайки традиционния асирийски елит от висшите постове в армията и администрацията. В последните си години Ашурбанипал издига на водеща позиция своя главен певец – безпрецедентен ход, може би проява на безотговорност или неадекватност.
Последното десетилетие от управлението на Ашурбанипал, в контраст с неговата предходна част, е много оскъдно документиран период. Най-късната хроника (Edition H), датираща от 639 г. пр.н.е., не споменава никаква нова военна активност, освен инвазията на кимерийския вожд Дугдаме. Поради неясни причини, сведенията за конкретните политически събития оттогава нататък стават все по-редки. Последният известен документ, издаден от името на Ашурбанипал се отнася към 631 г. пр.н.е. Отсъствието на исторически свидетелства би могло да е индикация за сериозна обществена криза.
По-ранните изследователи дълго време приемат че управлението на Ашурбанипал продължава до 631 г. пр.н.е., от когато датира последният известен документ, носещ неговото име. Намереният през 1956 г. надпис от стела на Адад-Гупи променя това схващане. Адад-Гупи (Адагопе) е майка на последния нововавилонски владетел Набонид (556 – 539 г. пр.н.е.). Тя служи като жрица на лунния бог Син в Харан и доживява до 104-годишна възраст. Текстът с нейната биография включва хроника, споменаваща 42-ра година от управлението на Ашурбанипал, което фиксира края на царуването му в 627 г. пр.н.е. В част от научните среди все пак се подкрепя и обосновава хипотезата че управлението на Ашурбанипал приключва в 631 г. пр.н.е.

## Строителство, изкуство, култура
Ашурбанипал провежда мащабна строителна дейност в столицата Ниневия. Там той преустройва и обновява Югозападния дворец на Сенахериб, наричан „Дворецът без съперник“, или „Несравнимият дворец“, който е най-голямата резиденция на асирийските владетели, с основа 503 на 242 метра. Ашурбанипал възстановява, разширява и декорира столичните храмове на Ищар (Емашмаш), Набу (Езида), Син, Нингал, Шамаш, Айа, както и Новогодишния храм (Бит-акиту). По негово време са поправени и стените на града. Около 649 г. пр.н.е. е реконструиран военният комплекс (арсенал) в Ниневия.
Между 646 и 643 г. пр.н.е. Ашурбанипал построява Северния дворец, изграден на мястото на Бит-редути („Дом на престолонаследието“), където е живял до възкачването си. Това е вторият царски дворец в Ниневия, след този на Сенахериб, с по-малки размери, и той е последната новопостроена резиденция на асирийските владетели. В него се е помещавала част от библиотеката на Ашурбанипал. Стенните му релефи са едни от най-добрите произведения на асирийската скулптура, сред които са известните ловни сцени на лъвове.
В останалите градове на Асирия са запазени сравнително малко архитектурни свидетелства от времето на Ашурбанипал. Във Вавилония той продължава голямата възстановителна програма, започната от Асархадон. В редица градове, включително Вавилон, са реставрирани или изградени наново множество храмове.

### Библиотеката на Ашурбанипал
Колекцията от глинени таблички е сред най-важните писмени източници от древността, първият важен писмен извор за библеистиката и историческата наука извън Библията, особено що се отнася до историята на Близкия изток. Открита е при археологически разкопки, проведени през 40-те и 50-те години на 19 век и съдържа около 30 хиляди клинописни таблички. Текстовете засягат различни аспекти на историята, религията и митологията, обществения и стопанския живот на Месопотамия – списъци на царе и династии, закони, исторически хроники, както и религиозно-митологични творби (Епосът за Гилгамеш, Енума Елиш – митът за „сътворението“), предсказания и гадателни текстове, поетични произведения и др.
- Изложба: Аз съм Ашурбанипал, крал на света, цар на Асирия, Британски музей
- Ашурбанипал, (скулптура). Исторически квартал на градския център на Сан Франциско
- Крилат гений, асирийски релеф от Нимруд, североизточен дворец на Ашурбанипал, 885 – 856 г. пр.н.е.